# دمسيسة لبدية
دمسيسة لبدية أو أمبروزية لبدية (الاسم العلمي: Ambrosia tomentosa) هي نوع من النباتات تتبع جنس الدمسيسة من الفصيلة النجمية.